# Night of Fire
 (mars 2012).
Si vous disposez d'ouvrages ou d'articles de référence ou si vous connaissez des sites web de qualité traitant du thème abordé ici, merci de compléter l'article en donnant les références utiles à sa vérifiabilité et en les liant à la section « Notes et références ».
Singles de dream
Reality
(2000) My Will
(2000)
Night of Fire, ou Super Eurobeat Presents Night of Fire  (stylisé SUPER EUROBEAT presents NIGHT OF FIRE) est le cinquième single du groupe féminin de J-pop Dream.

## Développement
Le single, produit par Masato Matsuura, sort le 20 septembre 2000 au Japon sous le label Avex Trax, un mois seulement après le précédent single du groupe, Reality. Il atteint la 20e place du classement Oricon, et reste classé pendant quatre semaines.
Il contient une reprise de la chanson italienne homonyme de Niko parue en 1999, adaptée en japonais par l'une des chanteuses, Mai Matsumuro, sous le titre Night of Fire (Euro Mix). Il contient aussi une version remixée de cette chanson, leurs versions instrumentales, et une version remixée du titre Breakin' Out d'un précédent single du groupe, Heart on Wave / Breakin' Out.
La chanson Night of Fire (Euro Mix) est utilisée comme thème musical pour une publicité, et comme générique de fin de l'émission de la chaine TV Tokyo Sukiyaki!! London Boots Daisakusen. Elle figure sur l'album de remix de chansons de dream Super Eurobeat Presents Euro "dream" Land qui sort le même jour, et figurera également sur le premier album du groupe, Dear..., qui sort six mois plus tard. Elle sera ré-adaptée en 2005 par un autre groupe japonais, Hinoi Team.

## Membres
- Mai Matsumuro
- Kana Tachibana
- Yū Hasebe

## Liste des titres
1. NIGHT OF FIRE (EURO MIX)
2. NIGHT OF FIRE (dream of "dream" MIX)
3. Breakin' out (EURO MIX)
4. NIGHT OF FIRE (EURO MIX Instrumental)
5. NIGHT OF FIRE (dream of "dream" MIX Instrumental)